# هانس سیمونسون
 هانس سیمونسون (انگلیسی: Hans Simonsson؛ زادهٔ ۱ مهٔ ۱۹۶۲) یک تنیس‌باز اهل سوئد است. 